# Leucodrilus fuscus
Leucodrilus fuscus är en ringmaskart som beskrevs av Lee 1952. Leucodrilus fuscus ingår i släktet Leucodrilus och familjen Acanthodrilidae. Inga underarter finns listade i Catalogue of Life.